# Zatoka Bengalska
Zatoka Bengalska (beng. Vagopasagar, birm. Bingali Pinko, ang. Bay of Bengal, hindi Bagal ki Khari) – część Oceanu Indyjskiego znajdująca się pomiędzy Półwyspem Indyjskim, wyspą Cejlon oraz archipelagami Andamany i Nikobary. Największa zatoka świata. Jej powierzchnia wynosi 2,191 mln km², średnia głębokość 2586 m, a maksymalna dochodzi do blisko 5258 m. Temperatura wody waha się w zimie od 25 °C (część północna) do 27 °C (część południowa), w lecie dochodzi do ponad 28 °C. Zasolenie wynosi ok. 30–34‰. Pływy dochodzą do 10,7 m.
Największą rzeką wpadającą do zatoki jest Ganges z Brahmaputrą oraz Mahanadi, Kryszna, Godawari, Penner i Cauvery. Najważniejszymi portami zatoki są: Ćennaj, Kolkata i Ćottogram. Zatoka Bengalska leży w strefie klimatu zwrotnikowego typu wilgotnego o odmianie monsunowej. Częste są tam tropikalne huragany. Pod dnem, którego część zajmuje rozległy stożek akumulacyjny z naniesionego przez Ganges i Brahmaputrę materiału, znajdują się złoża ropy naftowej.